# Nitroimidazole
5-Nitroimidazole là một dẫn xuất của imidazole chứa một nhóm nitro.
Nhiều dẫn xuất của nitroimidazole hợp thành một nhóm các thuốc kháng sinh nitroimidazole được dùng để chống lại sự nhiễm trùng các vi khuẩn kị khí và ký sinh trùng. Ví dụ điển hình nhất là metronidazole (Flagyl). Các hợp chất dị vòng khác như các nitrothiazole (thiazole) cũng có tác dụng tương tự. Các hợp chất dị vòng nitro có thể được hoạt hóa trong các tế bào thiếu oxy, rồi sau đó được tái chế bằng phản ứng oxy hóa khử hoặc phân hủy thành các sản phẩm độc.

Ba loại nitroimidazole: metronidazole, tinidazole, và nimorazole